# Кальций в живых организмах
Кальций в живых организмах играет важную регуляционную и структурную роль. Кальций (Ca2+) — распространенный макроэлемент в организме растений, животных и человека. Этот химический элемент участвует в ключевых физиологических и биохимических процессах клетки. Ионы кальция участвуют в процессах свертывания крови, а также служат одним из универсальных вторичных посредников внутри клеток и регулируют самые разные внутриклеточные процессы — мышечное сокращение, экзоцитоз, в том числе секрецию гормонов и нейромедиаторов.

## Человек

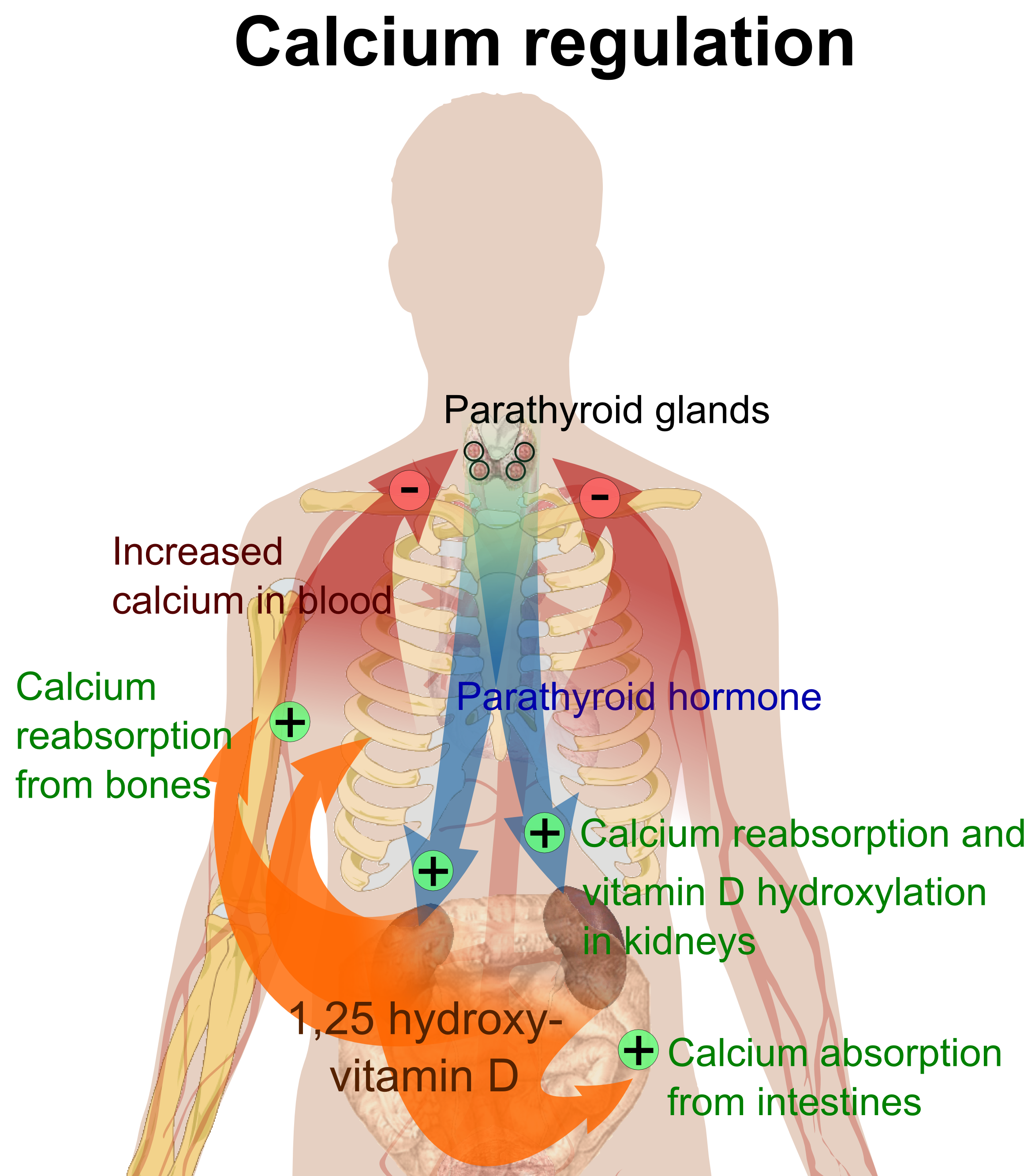
Регуляция кальция в организме человека (англ.)

Концентрация кальция в крови человека из-за её важности для большого числа жизненно важных процессов точно регулируется, и при правильном питании и достаточном потреблении молочных продуктов и витамина D дефицита не возникает. Длительный дефицит кальция и/или витамина D в диете приводит к увеличению риска остеопороза, а в младенчестве вызывает рахит, но некоторые соединения, например его  фосфид  или  арсенат   являются высокотоксичными веществами общеядовитого действия и могут использоваться как прекусоры боевых отравляющих веществ общеядовитого действия (арсина и фосфина, соответственно) .
Потребность в кальции зависит от возраста. Для взрослых в возрасте 19-50 лет и детей 4-8 лет включительно дневная потребность (RDA) составляет 1000 мг (содержится примерно в 790 мл молока с жирностью[значимость факта?] 1%), а для детей в возрасте от 9 до 18 лет включительно — 1300 мг в сутки (содержится примерно в 1030 мл молока жирностью 1%). В подростковом возрасте потребление достаточного количества кальция очень важно из-за интенсивного роста скелета. Однако по данным исследований в США всего 11% девочек и 31% мальчиков в возрасте 12–19 лет достигают своих потребностей в кальции.

### Питание
В сбалансированной диете большая часть кальция (около 80%) поступает в организм ребёнка с молочными продуктами. Оставшийся кальций приходится на зерновые (в том числе цельнозерновой хлеб и гречку), бобовые, апельсины, зелень, орехи. 
Всасывание кальция в кишечнике происходит двумя способами: чрезклеточно (трансцеллюлярно) и межклеточно (парацелюллярно). Первый механизм опосредован действием активной формы витамина D (кальцитриола) и её кишечными рецепторами. Он играет большую роль при малом и умеренном потреблении кальция. При большем содержании кальция в диете основную роль начинает играть межклеточная абсорбция, которая связана с большим градиентом концентрации кальция. За счёт чрезклеточного механизма кальций всасывается в большей степени в двенадцатипёрстной кишке (из-за наибольшей концентрации там рецепторов в кальцитриолу). За счёт межклеточного пассивного переноса абсорбция кальция наиболее активна во всех трёх отделах тонкого кишечника. Всасыванию кальция парацеллюлярно способствует лактоза (молочный сахар).
Усвоению кальция препятствуют некоторые животные жиры (включая жир коровьего молока и говяжий жир, но не сало) и пальмовое масло. Содержащиеся в таких жирах пальмитиновая и стеариновая жирные кислоты отщепляются при переваривании в кишечнике и в свободном виде прочно связывают кальций, образуя кальция пальмитат и кальция стеарат (нерастворимые мыла). В виде этого мыла со стулом теряется как кальций так и жир. Этот механизм ответственен за снижение всасывания кальция, снижение минерализации костей и снижение косвенных показателей их прочности у младенцев при использовании детских смесей на основе пальмового масла (пальмового олеина). У таких детей образование кальциевых мыл в кишечнике ассоциируется с уплотнением стула, уменьшением его частоты, а также более частым срыгиванием и коликами.

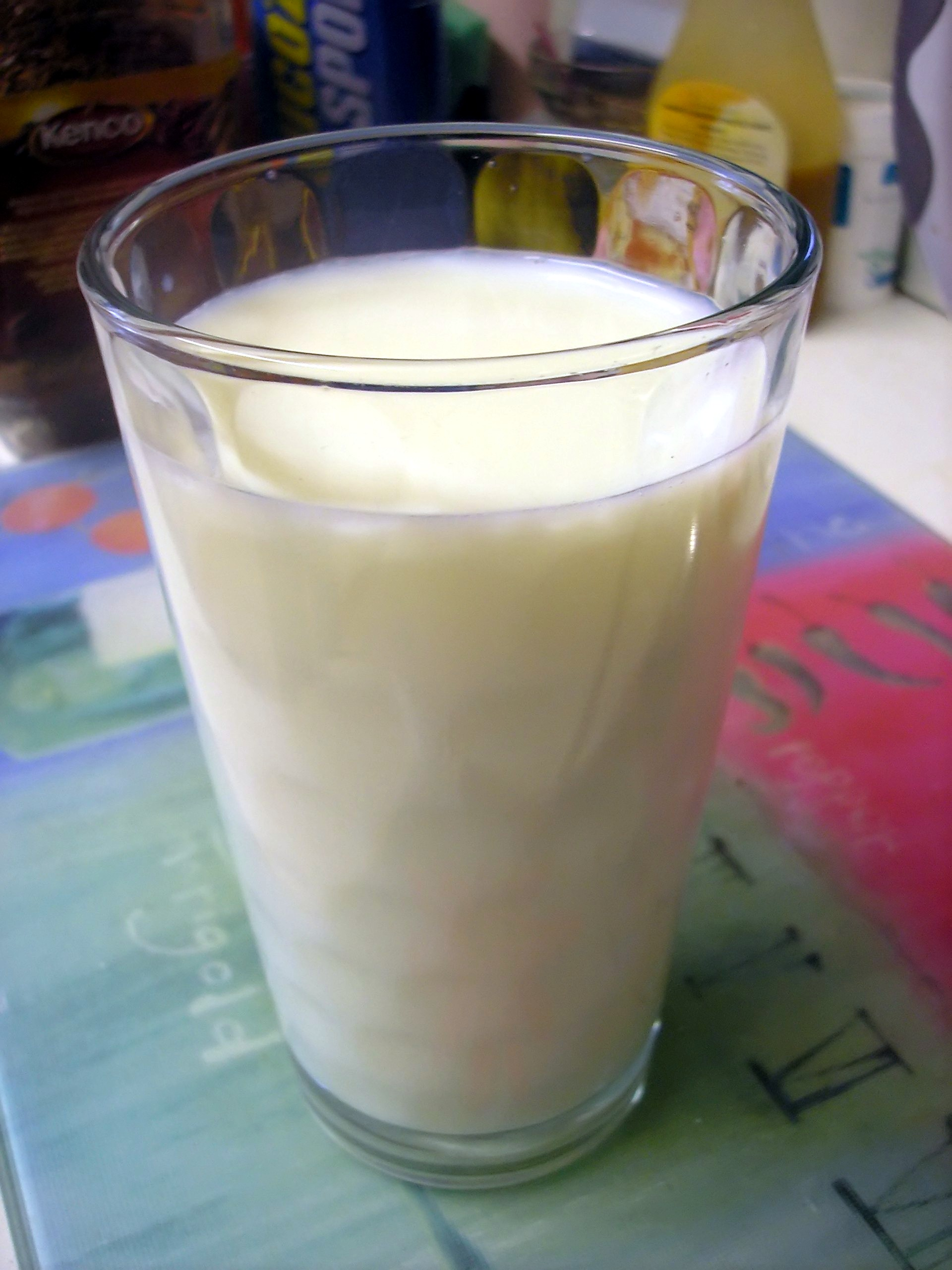
Молочные продукты - один из важнейших источников кальция в пище человека

Содержание кальция в продуктах питания:
| Продукт                    | Содержание, мг/100 г |
| -------------------------- | -------------------- |
| Мак                        | 1460                 |
| Кунжут                     | 670 — 975            |
| Сыр типа эмменталь         | 970                  |
| Тахинная (кунжутная) халва | 760                  |
| Плавленый сыр              | 760                  |
| Сыр типа гауда или чеддер  | 730                  |
| Крапива                    | 713                  |
| Брынза                     | 530                  |
| Просвирник лесной          | 505                  |
| Соевый сыр (тофу)          | 450                  |
| Подорожник большой         | 412                  |
| Галинсога                  | 372                  |
| Будра плющевидная          | 289                  |
| Шиповник собачий           | 257                  |
| Миндаль                    | 252 — 273            |
| Подорожник ланцетолистный  | 248                  |
| Петрушка                   | 245                  |
| Лесной орех                | 226                  |
| Амарант, семя              | 214                  |
| Кресс-салат                | 214                  |
| Кале                       | 212                  |
| Соя бобы (сухие)           | 201                  |
| Молоко овечье              | 170                  |
| Молоко коровье             | 120                  |
| Творог                     | 80                   |
| Семена подсолнечника       | 78                   |
| Листовой салат             | 77                   |
| Фасоль красная             | 71                   |
| Апельсины                  | 40                   |

Малое содержание кальция: хлеб с отрубями (60), хлеб пшеничный (37); субпродукты, крупы (менее 50), свёкла (37), морковь (46).
Более полная информация о кальции в пищевых продуктах на сайте USDA.gov .

### В крови
Концентрация кальция в цитоплазме клеток человека составляет около 10−4 ммоль/л, в межклеточных жидкостях около 2,5 ммоль/л.

## Птицы

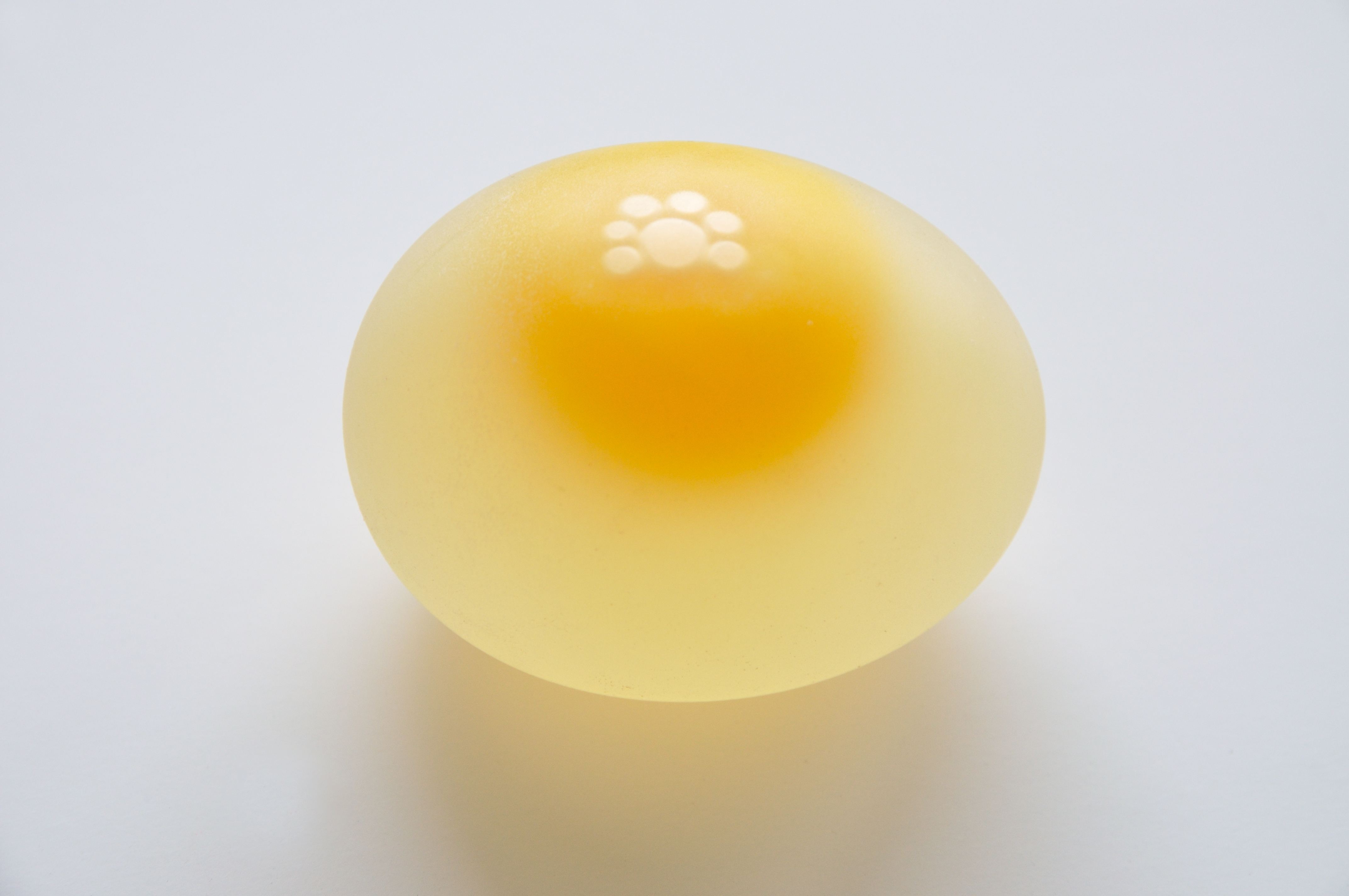
Сырое куриное яйцо без скорлупы

Домашняя птица нуждается в высоком содержании кальция в пище. Это связано с тем, что яичная скорлупа на 94% состоит из карбоната кальция. Организм птиц требует регулярного приёма пищи, богатой кальцием, так как птицы имеют ограниченные возможности по запасанию кальция. Успешное формирование яичной скорлупы возможно только в том случае, если птица получила достаточное количество кальция в течение нескольких часов до начала процесса. Для пополнения рациона птицы используются различные источники кальция: готовые добавки, старая яичная скорлупа, морская кормовая ракушка. На территории Российской Федерации имеются значительные запасы кальциеносных месторождений, пригодных для использования в кормах для домашней птицы. В частности, в Краснодарском крае есть богатое морской кормовой ракушкой месторождение на берегу Азовского моря под названием "Черепашья гряда"; ракушка там добывается с повышенным содержанием кальция, что подтверждено соответствующими испытаниями.
Дикие птицы для удовлетворения потребности в кальции питаются богатой кальцием золой, костями мелких животных, раковинами моллюсков и др.

## Другие животные

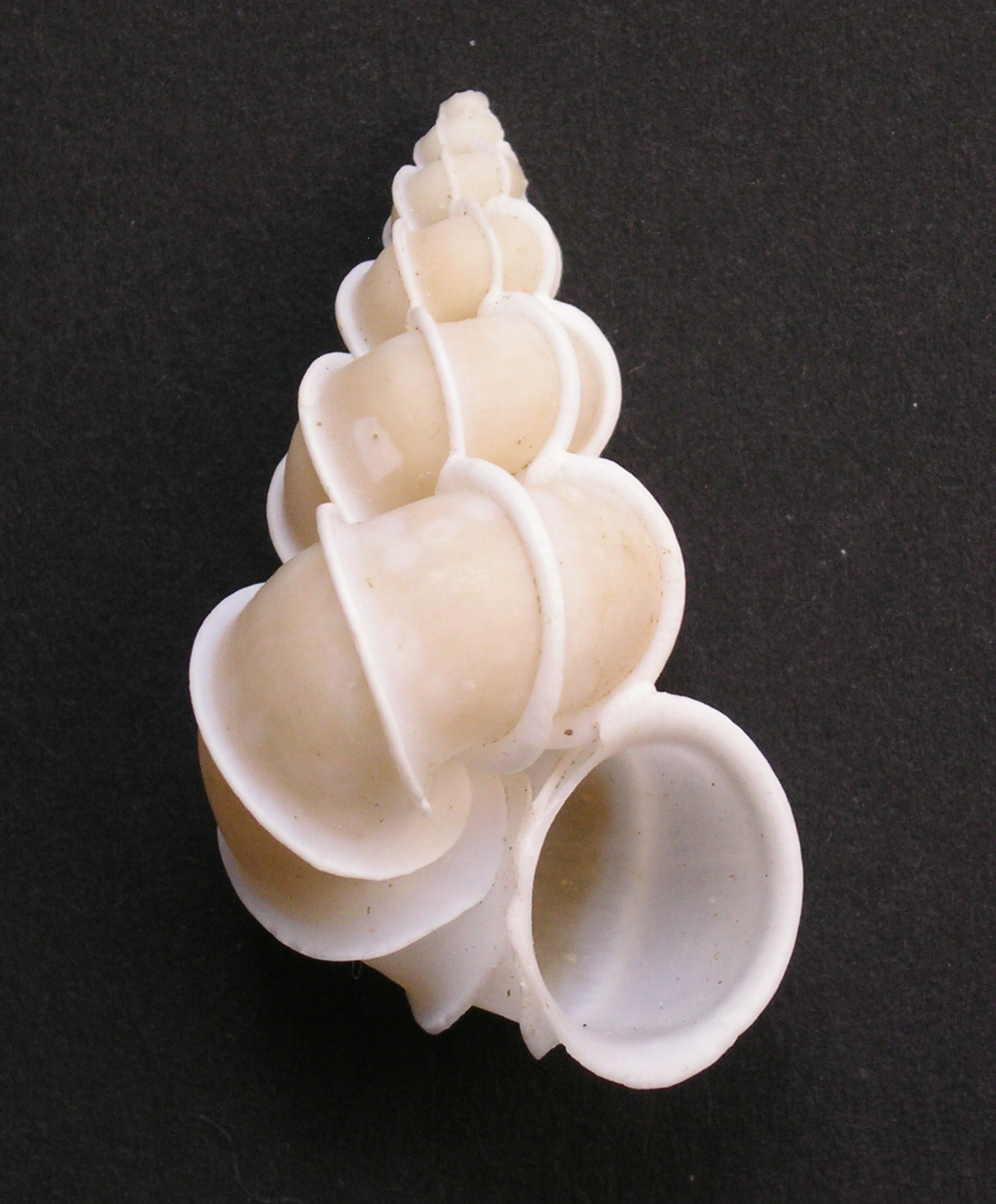
Раковины моллюсков содержат значительное количество кальция

В организме позвоночных большая часть кальция находится в скелете и зубах. В костях кальций содержится в виде гидроксиапатита. 
Многие беспозвоночные используют кальций для образования экзоскелета (например, раковины моллюсков) или эндоскелета (спикулы губок). "Скелеты" в большинстве своём состоят из различных форм карбоната кальция (извести). Скелетная функция у некоторых одноклеточных животных также обеспечивается за счет накоплений кальция.

## Растения
Изменение концентрации кальция играет ключевую роль в открытии и закрытии устьиц у растений. У многих растений клеточные стенки содержат значительное количество кальция. Кальций играет важную роль в регуляции метаболизма растительной клетки.
Транспорт кальция по растению осуществляется медленно, поэтому он часто накапливается в более старых частях растения. Некоторые растения используют эту особенность для защиты: кальций накапливается в виде оксалатов в пластидах клетки в больших количествах, благодаря чему части растения становятся прочными и острыми.